# كينغز كويست ماسك أوف إترنيتي
كينغز كويست ماسك أو إترنيتي (بالإنجليزية: King's Quest: Mask of Eternity)‏ ، هي لعبة فيديو إلكترونية من نوع مغامرات، أنتجت شركة سييرا إنترتينمنت الأمريكية ونشرها سنة 1998م، وأعيد الإصدار عن طريق المتجر الإلكتروني سنة 2010م.